# Джон Атанасов
Вижте пояснителната страница за други личности с името Джон Атанасов.
Джон Вѝнсънт Атана̀сов (на английски: John Vincent Atanasoff) е американски физик, математик и електроинженер, изобретател на модел на електронен цифров компютър,  с регенеративна памет, изграден от множество изчислителни модули и изпълняващ логически операции с двоични числа.
Роден в многодетно семейство на българин и ирландка, той от малък проявява наклонност към математика и електротехника. Завършва електроинженерство, а след това защитава магистърска степен по математика и докторска дисертация по теоретична физика. Професионалната му кариера започва в Щатския колеж на Айова като преподавател по математика и физика. Научните му интереси и разработваните от докторантите под негово ръководство теми го изправят пред необходимостта от решаване на сложни диференциални уравнения, за които са необходими значителни по обем изчисления. Наличната изчислителна техника (табулатори, настолни калкулатори, касови апарати, акумулатори и т.н.) не е достатъчно гъвкава. След няколко неуспешни опита да ги приспособи Атанасов стига до идеята за принципно нова машина за изчисления: банка от калкулатори тип Monroe, свързани към обща ос, а целта му е да решава системи с линейни уравнения по модифициран метод на Гаус. Двамата с Клифърд Бери създават прототип на машина, която превръща десетичните числа в двоични, извършва аритметични операции, използва логически изрази и записва междинните резултати в регенеративна памет. Макар и получила името компютър на Атанасов – Бери по време на делото Honeywell v. Sperry Rand, тя не отговаря на съвременната дефиниция за компютър. Поради влизането на САЩ във Втората световна война, проектът остава незавършен и прототипът е изгубен.
Войната променя из основи кариерата на Атанасов и в периода 1942 – 1952 г. той работи само по военни проекти. След това основава собствена консултантска компания, става успешен бизнесмен и през 1969 г. се пенсионира. През това време компютърната индустрия се развива и конкуренцията между производителите расте. През 1967 г. с Атанасов се свързват адвокати, научили за неговия предвоенен проект, и го призовават за свидетел по дела, свързани с патента на ENIAC. Така замисълът и реализацията на машината на Атанасов стават широко известни за първи път чрез съдебното решение по делото Honeywell, Inc. v. Sperry Rand Corp, произнесено през 1973 г.
Признанието на Джон Атанасов като компютърен пионер идва трудно, тъй като приносът му е косвен. В САЩ е награден с Computer Pioneer Medal от Институт на инженерите по електротехника и електроника (IEEE) едва през 1984 г. Университетът в Айова също му отдава заслуженото, като финансира построяване на реплика на машината му, но най-много почести получава при двете си посещения в България, където е прославян като „българинът – баща на електронния компютър“, избран за чуждестранен член на БАН и награждаван неколкократно с ордени.

## Ранни години
Джон Атанасов е роден на 4 октомври 1903 г. близо до Хамилтън, Ню Йорк. Баща му Иван Атанасов е родом от Ямболско, но рано остава без баща, който загива в Бояджишкото клане през 1876 г. През 1889 г., на 13-годишна възраст, Иван Атанасов емигрира в Америка заедно с чичо си. След смъртта на чичото, Иван остава сам на 16 години, но успява да завърши колеж, а след дипломирането си създава семейство с Айва Луцена Парди, учителка по математика от френско-ирландско потекло. В семейството се раждат осем деца: Джон-Винсент, Етелин-Зорка, Маргарет, Теодор, Ейвис, Реймънд, Мелва и Ървинг.
След раждането на Джон-Винсент бащата продължава да следва задочно, дипломира се и работи като електроинженер отначало в околностите на Хамилтън, а по-късно в Остин и Брюстър, Флорида, където семейството се премества през 1912 г. Малкият Джон завършва основно училище там. Къщата им в Брюстър е първата им къща, в която има електричество, и момчето на 9-годишна възраст проявява първите си способности в електротехниката. Чете много книги от библиотеката на баща си. В училище е добър ученик, но има интерес и към спорта. Когато баща му купува нова сметачна линийка, новост за времето си, той е напълно запленен от нея и внимателно изчита инструкциите.
Заинтригуван е от математическите принципи на алгебрата и логаритмите, а по-късно от тригонометричните функции. С помощта на майка си прочита гимназиалния учебник на Тейлър по алгебра, в който са включени начални познания по диференциално смятане, безкрайни редове и методи за пресмятане на логаритми. За няколко месеца любознателното 9-годишно момче научава от майка си за съществуването на бройни системи, различни от десетичната, и ги разучава – най-вече двоичната бройна система.

## Образование
След като семейството се премества във ферма в Олд Чикора, Флорида, Джон завършва колеж в Мелбъри с отличие по естествени науки и математика. През 1921 г. записва електроинженерство в университета на Флорида в Гейнсвил. (Той проявява интерес към теоретичната физика и електрониката, но тези дисциплини не се преподават). Дипломира се като бакалавър по електроинженерство през 1925 г. Получава няколко предложения за стипендия за следваща образователна степен, включително от Харвард, но приема това от Щатския колеж на Айова, поради репутацията на колежа по отношение на инженерните и естествените науки (по-късно колежът прераства в университет).
През юни 1926 г. Джон Атанасов защитава магистърска степен по математика с втора специалност физика и няколко дни по-късно се жени за Люра Мийкс. Започва работа като учител по математика; жена му още не е завършила следването си, но и тя работи като учителка в Монтана. По средата на учебната година обаче прекратява договора си и се връща в Еймс, за да е близо до съпруга си. Година по-късно се ражда дъщеря им Елси. През март 1929 г., насред семестъра, Атанасов постъпва като докторант по теоретична физика при Джон ван Флек в Уисконсинския университет в Мадисън, Уисконсин и семейството се мести там. Докторската му дисертация „Диелектрична константа на хелия“ го сблъсква за първи път с големи по обем изчисления във връзка с приближеното решаване на частни диференциални уравнения и той прекарва часове със калкулатора на Монро – настолна механична сметачна машина. Това събужда интереса му към по-добра и по-бърза сметачна машина. След защитата на доктората си през юли 1930 г. семейството се завръща в Еймс и през есента на 1930 г. Джон Атанасов става асистент, а по-късно доцент по математика и физика в Щатския колеж на Айова (на английски: Iowa State College, ISC) и започва да ръководи докторанти.

## Преподавател в Айова
В края на 1930-те и началото на 1940-те години ISC има силни традиции в областите геометрия на повърхностите, паралелни корелации и приложения на метода на най-малките квадрати – и за трите е характерно интензивно използване на системи от линейни уравнения, които определят научните интереси на Атанасов. Той е единственият теоретик в колежа и се насочва към решаване на сложни задачи, при които възниква необходимост от по-ефективно извършване на голям обем изчисления. Разработваните от докторантите теми включват диференциални уравнения, които могат да се решават приближено чрез решаване на системи линейни уравнения с много неизвестни. Това може да стане само на ръка и изчисленията отнемат много време, дори когато се използват сметачни машини.
В периода 1935 – 1937 г. Атанасов разработва метод за анализ на спектри и публикува статия в Journal of The Optical Society of America. За целта модифицира механична табулираща машина на IBM( – стр. 28, трети отговор), работеща с перфокарти, предоставена под наем на колежа от IBM ( – стр. 32, последен отговор, ... at that time all IBM equipment couldn't even buy ...) и проектира допълнително устройство, което свързва към табулатора( – стр. 9, последен отговор), ( – стр. 27 – 28), като умишлено нарушава лицензионния договор между колежа и IBM.( – стр. 28, втори отговор) Във връзка с тази публикация, през април 1937 г. Атанасов изпраща писмо до IBM с предложение за някои подобрения.( – стр. 26, последен въпрос и отговор) За IBM обаче това е нарушение на бизнес политиката на фирмата, която не разрешава манипулиране на нейни продукти, и тя отказва.( – стр. 5) IBM дори издава вътрешен меморандум (това се изяснява по време на делото Honeywell v Sperry Rand) с инструкция „не допускайте Атанасов до табулатора“., , ( – стр. 232, колона втора, първи параграф)
През 1936 г. заедно с Глен Мърфи, колега атомен физик, създават малък механичен уред за изчисляване на геометрията на повърхности, който наричат „лапласиометър“. Той решава уравнение на Лаплас директно, без да преобразува диференциалните уравнения в системи от линейни уравнения. Атанасов установява, че точността му при работа прогресивно намалява с увеличаването на отклонението на отделните части на машината от номиналните параметри – присъщ недостатък на механичните устройства.

## Създаване на компютъра АВС
Атанасов решава да създаде принципно нова изчислителна машина, която да реши проблема с точността на изчисленията. През 1937 г. той стига до основната концепция на машината – за свърже банка от прости калкулатори към обща ос. При конструирането Атанасов решава тежки инженерни проблеми, предизвикани от минималното финансиране, с което разполага. Той постига оригинални решения за архитектурата, организацията на паметта и метода за въвеждане и извеждане на данните. Тези оригинални решения позволяват на Атанасов и Бери да създадат компютър с последователна архитектура, при което въвеждането на данни става със стандартни перфокарти, но е последвано от междинна обработка чрез прогаряне на „перфокарти“ от принципно нов тип.
Според самия Атанасов той достига до тези решения по необичаен начин – една вечер, разочарован от множеството безплодни усилия, той се качва на колата си и кара без конкретна посока. След триста километра (190 мили) спира в крайпътно заведение в Илинойс и там се избистрят основните принципи на бъдещата машина. Според Густафсон,  ръководил създаването на реплика на АВС, в днешните понятия те са следните:
- да използва при пресмятането електричество и електроника, а не механика или електромеханика;
- да използва вътрешни операции с двоична аритметика,
- да използва отделна памет за междинните резултати, изпълнена с кондензатори и опреснявана периодично, за да поддържа състояния 0 или 1
- да използва логически изрази, а не броене.

Работата на Атанасов върху АВС компютъра е изцяло теоретична – концепция, кондензаторна памет, суматорен механизъм.( – стр. 241, първа колона, последен параграф), ( – стр.157 – 158) За построяване на машината Атанасов се нуждае от техническа помощ и Харолд Андерсън, също професор по физика в колежа, му препоръчва един от най-добрите си студенти – Клифърд Бери.
През март 1939 г. от колежа му отпускат 650 долара и Атанасов и Бери започват монтажа на машината в приземието на лабораторията по физика. До края на 1939 г. Атанасов и Бери създават прототип на изчислителната машина, който съдържа два 25-битови абака (сметала) (с думата „abacus“ Атанасов означава регистър или акумулатор), разположени радиално от двете страни на бакелитов диск, един суматор и конвертор.( – стр. 29, предпоследен параграф). Този модел им позволява в периода ноември 1939-януари 1940 да тестват части от регенеративната памет и аритметичното устройство на машината в различни условия и е първото експериментално електронно устройство, което успешно изпълнява двоични операции събиране и изваждане. Операциите се извършват върху десетични числа, кодирани в осмичен код и резултатите са добри. В началото на 1940 г. те получават още 810 долара за проекта от колежа (110 долара от декана и 700 долара от научния съвет – стр. 30). През същата година аритметичното устройство е проектирано отново.( – стр. 235) То се състои от 30 последователни двоични суматора, работещи едновременно. Всеки суматор е предназначен за сумиране на една двойка от думи (по една от всеки барабан). До средата на 1942 г. е пуснат в действие прототип на сметачна машина, много по-късно наречена компютър на Атанасов – Бери или ABC (на английски: Atanasoff-Berry Computer). Тя е специализирана – предназначена е за решаване на системи линейни уравнения с до 29 неизвестни по модифициран метод на Гаус, като изпълнява фиксирана последователност от операциите събиране и изваждане (умножението и делението се свеждат до първите две). Изчислението се извършва с помощта на електронни схеми и логически изрази, а управлението става ръчно с електромеханични превключватели, т.е. машината не е автоматична. АВС компютърът не е съвместим със съвременното определение за компютър (погледни бележка 6).
Основната концепция е разработена от Атанасов.( – стр. 4, последен отговор) По-голяма част от електронните схеми на ABC компютъра са дело на Клифърд Бери( – стр. 4, първи отговор), механиката е разработена от Герт Вайсман.( – стр. 192, втори параграф) Първата схема на двоичния суматор е проектирана съвместно от Атанасов и Бери.( – стр. 2, последен отговор) Монтажът на машината е извършен от студенти под ръководството на Бери. Сред студентите, участвали в монтажа на АВС компютъра са Алън Къркпатрик (по-късно патентен адвокат на CDC, участник в екипа на Honeywell), Роберт Фулмър (по-късно патентен адвокат на General Electric, участник в съдебния процес), но с най-голяма заслуга при монтажа е д-р Роберт Мадър (проектирал захранването), оказал съществена помощ и при реконструкцията на АВС компютъра през 1995. Основен проблем е въвеждането на данните и извеждането на резултатите. По това време основни производители на перфочетящи устройства са IBM и AT&T, но и двете фирми не разрешават на други да се свързват към техни устройства( – стр. 5) (през 1944 – 1945 г. IBM дават разрешение на Екерт и Моукли да свързват и модифицират техни входно-изходни устройства ( – стр. 207)). Клифърд Бери предлага интересна идея за запис и четене на междинните резултати – вместо да печата перфокарти, да прогаря с искра подходящ диелектрик (хартия). Тази идея се превръща в негова дипломна работа за придобиване на степен магистър (на английски: master of science). Устройството за записване и четене на данни на Бери обаче не е достатъчно надеждно, защото перфорацията не е достатъчно регулярна и става причина за случайни грешки ( – стр. 224 – 225), ( – стр. 5), . АВС компютърът има и други проблеми, които никога не са били проучвани – контактната система на барабаните( – стр. 12, последен отговор), режима на лампите , опроводяването на компютъра (писма на Атанасов до Роберт Мадър)

## Project X
През цялата 1940 г. Атанасов търси финансиране за АВС компютъра. С тази цел посещава Raytheon, General Electric и Bell Laboratories и ги запознава с идеите на компютъра.(( – стр.35) През декември 1940 г. Атанасов посещава проф. Уорън Уивър (Warren Weaver), негов преподавател по математика в университета в Уисконсин, който ръководи програмата „Автоматизация на артилерийския огън“ (Fire Control) към Националната комисия за отбранителни изследвания (National Defense Research Commission – NDRC) и го запознава с работата си в цифровите изчисления. През януари 1941 г. Уорън Уивър изпраща д-р Самуел Х. Калдуел (Samuel Hawks Caldwell) на среща с Атанасов в Еймс, за да го запознае с целите на програмата „Автоматизация на артилерийския огън“ и необходимостта от изчисляване и предсказване на траекторията на летящ обект в реално време. Атанасов представя пред Калдуел АВС компютъра и дава идеята, че траекторията може да се предскаже чрез решаване на редове на Тейлър (Taylor expansion), а АВС компютърът може да бъде полезен за тази цел.( – стр. 186, последен параграф)
Мнението на Уорън Уивър е, че към 1941 г. цифровата технология не е достатъчно развита за изчисления в реално време и предпочита аналогово решение на проблема. Въпреки това, по предложение на д-р Самуел Х. Калдуел, Уорън Уивър дава съгласието си Атанасов да се присъедини към програмата.( – стр. 170, първи параграф) Сътрудници в програмата „Автоматизация на артилерийския огън“ са Джордж Стибиц, Клод Шанън и Норберт Винер. През март 1941 г. Атанасов се присъединява към програмата и започва работа по Project X през май 1941 г. В Project X Атанасов вижда не само възможност за финансиране на АВС компютъра, но и приложение на компютъра за военни цели. Задачата е проектиране на устройство за проследяване и предсказване на траекторията на летящ обект. Атанасов настоява за цифрово решаване на проблема и игнорира мнението на Уорън Уивър. Това създава напрежение в техните отношения, което остава до края на живота им.( – стр. 37) По програмата „Автоматизация на артилерийския огън“ Project X получава финансиране от около 75 хиляди долара.( – стр. 188, първи ред) Не е ясно как Атанасов е успял да запази проекта на АВС компютъра до 1941 г., но има косвени доказателства, че катедри в университета са помагали с малки суми.( – стр. 159, първи параграф)
Атанасов делегира ръководството на Project X на Сам Легволд, аспирант на Атанасов завършил физика, по същия начин, както е делегирал на Бери ръководството на проекта за АВС компютъра.( – стр. 180, първи ред) Конструктивно АВС компютърът е завършен през ноември 1941 г., но функционално никога не е завършен. . През април 1942 г. се провеждат тестове на АВС компютъра, които са неуспешни. Неуспешните тестове на АВС компютъра предопределят неуспеха на Project X и проектът завършва без проектирано устройство, само с два доклада.
На 20 август 1942 г. в писмо до Джордж Грос, Атанасов пише: „Изчислителната машина не е завършена, и аз се принудих да стигна до заключението, че трябва да я изоставя за сега.“( – стр. 198) На 16 август 1972 г., в интервю с Бони Каплан за Националния Музей за Американска История – Смитсониан, Атанасов признава, че Уорън Уивър е бил прав в своите съмнения за АВС компютъра, като казва: “Аз не мислех, че компютърната машина ще бъде от полза за обслужване на войната. Аз не виждах как тя ще бъде от полза за обслужване на войната, но и нямаше начин да се свърже с обслужване на войната“. – стр. 3, последен въпрос) След реконструкцията на АВС компютъра през 1997 г. Джон Густафсон, ръководител на проекта, твърди че машината е решавала системи уравнения с 3 до 5 неизвестни

### Подготовка за патентоване
През август 1940 г. Атанасов и Бери подготвят доклад до ръководството на ISC, който съдържа подробно описание на машината и служи като обосновка за търсене на допълнително финансиране. През декември 1940 г. двамата посещават Патентния офис на САЩ във Вашингтон за предварително патентно проучване и не намират нищо, което би застрашило заявката им.
На 24 март 1941 г. фондацията ISCRF (на английски: Iowa State College Research Foundation) получава външно финансиране за довършване на проекта, но поставя изричното условие Атанасов да подпише патентно споразумение с колежа.
През юли 1941 г. Атанасов сключва патентно споразумение с колежа в Айова, според което авторът (Атанасов) прехвърля правата върху машината на колежа и придобива правото на 50% от приходите, като поема 50% от бъдещи разходи (това включва разходите по патентоването) и се задължава да не патентова самостоятелно (при патентоване колежът в Айова да бъде посочен като собственик). – стр. 254, първа колона, последен параграф),
Междувременно по покана на Атанасов от 13 до 18 юни 1941 г. в дома му гостува Джон Моукли, който е проявил интерес към машината. Двамата са се запознали на научна конференция и споделят интереса си към автоматизиране на обемни и сложни изчисления. Това посещение ще има сериозни последици далеч в бъдещето. Атанасов запознава Моукли с части от доклада си от август 1940 г., но отказва да му даде копие. В разговорите той му разкрива архитектурата, схемите и демонстрира готовите блокове, а Моукли си води изчерпателни записки и си тръгва с изчерпателна информация за проекта, без да поема никакви задължения за опазване, неразпространение и неизползване на придобитите знания, макар че в писмо от октомври 1941 г., Атанасов го моли да спазва конфиденциалност поради предстоящото патентоване. По-късно този факт е едно от основанията за обявяване на патента на ENIAC за невалиден.
През пролетта и лятото на 1942 г. Атанасов и Бери подготвят заявка за патент. На 7 август 1942 г. Атанасов изпраща непълна чернова за патент (липсват 1/3 от чертежите) на адвокат Трекслер. В началото на януари 1943 г. Атанасов спира да отговаря на писмата на адвокат Трекслер и едностранно прекратява процедурата за патентоване, без да информира колежа.( – стр. 200 – 201)
През 1948 г., проф. Бюкенън, председател на патентната комисия в Колежа, посещава Атанасов в Лабораторията към Арсенала на Военноморските сили (на английски: Naval Ordnance Laboratory, NOL) След срещата става ясно, че патентоването на АВС компютъра е прекратено още през 1943 г. Един месец по-късно Държавният Колеж в Айова взима решение машината да бъде демонтирана и помещението освободено за бъдещи изследвания. Демонтирането на машината е извършено в отсъствието на двамата автори и забравена. От АВС компютъра са запазени само отделни части, които се съхраняват в Националния Музей за Американска история в Смитсониън.

## Работа за армията
През септември 1942 г. Атанасов постъпва в Лабораторията към арсенала на Военноморските сили (на английски: Naval Ordnance Laboratory, NOL) във Вашингтон. Той смята да работи няколко месеца или най-много няколко години за правителството, надявайки се после да се завърне към академичната си работа. Люра остава в Еймс с трите деца, но той често ги посещава. Клифърд Бери работи също по военна тематика, но в Калифорния.
Атанасов става ръководител на хидроакустичния отдел в NOL. Основните му научни интереси по това време са в областта на динамиката на корабите, има много разработки с военно приложение, сред които хидроакустични устройства, детонатори, подводни бомби, миночистачен уред и патентова над 30 устройства. През май 1945 г. в NOL е създаден нов отдел със задача да построи компютър за нуждите на флота и Атанасов оглавява и него. Макар че изчислителните машини са съвършено нова област за времето и липсват опит и кадри, проектът получава финансиране от 300 000 долара и е събран екип. Той обаче не постига целта си и след година и половина е прекратен. През 2001 г. от публикувани посмъртно записки на един от участниците в екипа Калвин Моерс, става ясно, че проектът е прекратен, защото въпреки първоначалната подкрепа от страна на Джон фон Нойман той преценява, че няма изгледи компютърът да бъде построен. Според Моерс това свидетелства, че Атанасов не е считал опита си от АВС за подходящ за надграждане, а назначаването му за ръководител на два отдела едновременно е било неудачно. Косвено доказателство за това, че хидроакустичният отдел е бил приоритет за Атанасов, е участието му в други военни проекти: експерименти по измерване на сеизмични вълни при първия атомен опит на атола Бикини в Тихия океан (1946) и при големия конвенционален взрив в Хелголанд (1947).
При едно от завръщанията си в Еймс през 1948 г. Джон Атанасов научава, че компютърът АВС е разглобен и изнесен от сградата на физиците, като се запазени само няколко негови части. Нито той, нито Бери са били информирани. Проектът е забравен до 1967 г., когато адвокатите на водещи компютърни фирми се обръщат към Атанасов за помощ при подготовката на няколко корпоративни дела. Недовършеният АВС и особено информираността на Джон Моукли за него са един от мотивите за важното съдебно решение, с което патентът на ENIAC е обявен за невалиден, т.е. електронният цифров компютър става обществено достояние.
През 1949 г. Атанасов става научен съветник на пехотните части във Форт Монро, Вирджиния. След една година се завръща във Вашингтон като директор на морската отбранителна програма в NOL и остава там до 1952 г., когато напуска, за да започне свой бизнес.

## Собствен бизнес
През 1952 г. заедно със стария си приятел и състудент Дейвид Бийчър основават компания за научни изследвания и разработки – The Ordnance Engineering Corporation в Роксвил, Мериленд. През 1957 г. тя е придобита от Aerojet General Corporation и Джон Атанасов остава да работи като мениджър на нейния Атлантически филиал (1957 – 1959) и като вицепрезидент (1959 – 1961). От 1961 г. до пенсионирането си през 1969 г. е президент на фирмата Cybernetics.
През следващите години от живота си Джон Атанасов продължава да се занимава с научни изследвания. Работи по създаването на универсална азбука и език, които да позволяват лесна логическа обработка. Разработва научно-приложни методи и средства за оптимизиране на възприемането на информация от човека и машината и се интересува от фонетизиране на националните писмености.
През пролетта на 1967 г. адвокати на CDC, Honeywell и GE осъществяват контакт с Атанасов и го призовават като свидетел по две дела между големи компютърни фирми. При разпитите му за първи път пред обществото се разкриват детайли за замисъла и реализацията на АВС. Съдебното решение на съдията Ларсон, което обявява патента на ENIAC за невалиден, допринася за обществената известност на Атанасов и компютъра АВС, макар че той вече отдавна не съществува.
През 1970 г. Атанасов получава покана и посещава България със съпругата си. Второто му посещение е през 1985 г.

## Семейство
През 1925 г. се жени за Люра Мийкс (Lura Meeks) – 25-годишна студентка по икономика от Оклахома. Семейството има три деца: Елси, Джоан и Джон. През 1949 г. се развеждат и Люра с децата се преместват в Денвър, Колорадо. Същата година Атанасов се жени за Алис Кросби от Айова, с която са работили във Вашингтон по време на войната и остават заедно до неговата смърт, която настъпва на 15 юни 1995 г. след дълго боледуване в дома му в щата Мериленд на 91-годишна възраст. Погребан е в гр. Фредерик.

## Признание като компютърен пионер
Компютърната индустрия започва да се развива с ускорени темпове след навлизане на електричеството и особено след 1930. Към 1940 година основните производители на изчислителна техника са IBM, NCR, RCA, Bell Labs и др. В края на 1939 г. IBM и NCR създават първите електронни сметачни машини, но те остават само като опитни образци и нито една фирма не поема риска да създаде търговски продукт. В своите мемоари Атанасов пише: „Аз считах, че механичният подход ще бъде по-стабилен, но електронният подход ще бъде по-гъвкав. Този случай беше от особено значение, защото аз възнамерявах да използвам електронни лампи ... и тези лампи се считаха за доста ненадеждни“ – стр. 281, първа колона, втори параграф) Освен това съществуват редица изчислителни машини с военни приложения, за които се знае съвсем малко или се обявяват публично много по-късно (например свързаните с криптоанализ Colossus в Англия и машините на NCR (N-530) в САЩ, които все още са обвити в секретност). Признанието за приноса на Атанасов като компютърен пионер идва като страничен резултат на съдебните дела, в ущърб на патентите и предходната слава на ENIAC, и затова се приема нееднозначно. Например името на Атанасов не е споменато при честването на 50 години от създаването на ENIAC. Продължава да остава нерешен спорът „кой е изобретил първия електронен компютър?“. Според Ричардс  и Бъркс Атанасов е „баща на електронния компютър“, според други автори компютърът такъв, какъвто го познаваме днес, е резултат на приноса на мнозина компютърни пионери.
Името на Атанасов нашумява при делото Honeywell, Inc. v. Sperry Rand Corp в окръжния съд в Минесота, в което Honeywell обвинява Sperry Rand в патентна измама и монополни практики. Решението по това дело (1973) , обявяващо патента на ENIAC за невалиден, става повратен момент в развитието на компютърната индустрия. Съдът потвърждава, че компаниите от бранша за производство на електронни цифрови компютри не дължат отчисления за ползването на патент. Като съпътстващ резултат Атанасов и компютърът АВС, напълно забравен към онзи момент, придобиват обществена известност. Колежът в Айова, който междувременно е станал университет, предприема стъпки за популяризиране на идеите на Атанасов и Бери и компютъра АВС като един от най-ранните образци на електронен компютър. Въпреки изхода на делото, Атанасов не получава никакви материални облаги от изобретението си.
Друга последица от делото е последвалата поправка на патентния закон на САЩ от 1973 г., с която се инкриминират тайните фирмени споразумения с цел манипулиране на пазара.
Sperry Rand v. CDC е друго дело, свързано с Атанасов, от април 1968 г. То касае нарушаване на патент US Pat. 2 617 705 за магнитния диск и патент US Pat. 2 629 827 за регенеративната памет. Тъй като е свързано с по-голямото дело Honeywell vs. Sperry Rand, съдебният състав изчаква решението на съдия Ларсън по него. Той констатира, че
- идеята на Атанасов за регенериране на паметта е използвана в EDVAC[35],
- патентът за регенеративната памет е невалиден поради разкритията, направени преди критичната дата в рапорта на фон Нойман[36].

Тъй като към датата на решението (октомври 1973 г.) патентът за регенеративната памет е с изтекъл срок на действие, съдът не го обявява за невалиден и това дело е прекратено.

### САЩ
Най-голямо признание Атанасов получава в своята алма матер – ISU. През 1974 г. е избран за почетен гост и ръководител на най-голямото студентско събитие – VEISHA (Veterinary Medicine, Engineering, Industrial Science, Home Economics и Agriculture). През 1981 г. ISU прави филм за историята на конструирането на компютъра на Атанасов – Бери. На 21 октомври 1983 г. (по повод годишнината от историческото съдебно решение, че Айова е мястото на конструиране на ABC и че ENIAC е „произлязъл“ от него) филмът е прожектиран по време на празненството, организирано в ISU. На Джон Атанасов е връчена грамота за особени заслуги от асоциацията на възпитаниците на университета. Съпругата на покойния Клиф Бери – Джейн Бери, и майка му Грейс Бери, приемат наградата от негово име.
През 1984 г. IEEE Computer society му присъжда медал на компютърен пионер „за първия електронен компютър с последователна памет“

### България
В началото на 70-те години на XX век името на Атанасов и българските му корени нашумяват в България. Повод за това става книгата на Ричардс, в която за първи път се споменава работата му, а покрай шумното съдебно дело стават известни подробности от живота му. Благовест Сендов първи издирва адреса на Атанасов и му пише. Атанасов отговаря с писмо през септември 1970 г., в което описва живота си, дава сведения за изобретението си и за водените дела и изявява желание да посети България. След покана от името на Българската академия на науките Атанасов и съпругата му посещават България за три седмици в края на 1970 г. в рамките на тримесечна обиколка на Европа. Награден е с орден „Кирил и Методий“ първа степен и изнася няколко лекции в БАН. Посещава и родното място на баща си – с. Бояджик, Ямболско, където се среща с далечни роднини.
Второ посещение Атанасов прави през май–юни 1985 г., като две години преди това е избран за чуждестранен член на БАН. Георги Йорданов заявява: „Бихме искали да вярваме, че някъде в дълбоките корени на Вашето чудесно творение, плод на изключително научно прозрение, лежи зрънце от откривателския порив на талантливия български народ“, с което де факто обявява Атанасов за българин. Награден е с орден „Народна Република България“ първа степен. Посещава отново родното място на своя баща. Обявен е за „Почетен гражданин на Ямбол“.
Според И. Русков популяризирането на Атанасов като „българин, изобретил първия електронен компютър“, се дължи на организирана пропагандна кампания, а според Б. Зюмбюлев тя е пример за клишето „българинът първи във всичко“.

## Памет
От 1988 г. името на Атанасов носи първият астероид, открит и изследван от българи в Националната астрономическа обсерватория „Рожен“. Върхът Атанасов нунатак в Антарктика е наименуван в негова чест през 2002 г. През 2003 г. е учредена награда „Джон Атанасов“, която се връчва ежегодно. През 2007 г. 4 октомври е обявен за Ден на информационното общество – професионален празник на специалистите по компютърна техника, информационни технологии и автоматика в България
На Джон Атанасов е наречена улица в квартал „Кръстова вада“ в София (Карта). Паметници на Джон Атанасов има в София (пред Телефонната палата), построен с дарения на стойност над 160 000 лв. и открит през октомври 2003 г., и в с. Бояджик.

## Награди и отличия
- U.S. Navy Distinguished Service Award (1945)
- Citation, Seismological Society of America (1947)
- Citation, Admiral, Bureau of Ordnance (1947)
- Cosmos Club membership (1947)
- орден „Кирил и Методий“ – първа степен (1970)
- Iowa Inventors Hall of Fame (1974)
- Honorary membership, Society for Computer Medicine (1974)
- Doctor of Science, University of Florida (1974)
- Computer Pioneer Medal, IEEE (1984)
- Governor's Science Medal (1985)
- орден „Народна република България“ – първа степен (1985)
- Computing Appreciation Award, EDUCOM (1985)
- Holley Medal, American Society of Mechanical Engineers (1985)
- Coors American Ingenuity Award (1986)
- Национален медал в областта на технологиите и иновациите (1990)
- орден Стара планина (посмъртно, 2000)

## Трудове
- Atanasoff J. V. and Brandt A. E., „Application of Punched Card Equipment to the Analysis of Complex Spectra“ Journal of the Optical Society of America Vol. 26, Issue 2, pp. 83 – 88 (1936)
- Atanasoff, J. V., „Computing Machine for the Solution of Large Systems of Linear Algebraic Equations“, in B. Randell, ed., The Origins of Digital Computers, Selected Papers, New York, Springer-Verlag, New York, 1973, Chapter 7.2.
- Atanasoff J. V., Advent of Electronic Digital Computing, IEEE Annals of the History of Computing, vol. 6, no., pp. 229 – 282, July-September 1984, doi:10.1109/MAHC.1984.10028